# Кравець Михайло Михайлович
Миха́йло Миха́йлович Краве́ць (1 серпня 1959, село Нижні Гаї, тепер Дрогобицького району Львівської області) — український діяч, голова Дрогобицької районної державної адміністрації Львівської області.

## Життєпис
Батько, Михайло Костянтинович, працював робітником. Мати, Анастасія Степанівна, була колгоспницею.
З вересня 1976 до червня 1981 року — студент Львівського державного університету імені Івана Франка із спеціальності «радіофізика і електроніка».
У березні 1982 — лютому 1991 року — інженер-технолог, старший інженер-технолог, старший майстер, заступник начальника цеху із виробництва, начальник цеху Дрогобицького заводу «Граніт».
У 1987 році закінчив факультет організаторів промислового виробництва та будівництва Ленінградського інженерно-економічного інституту.
У лютому 1991 — грудні 1992 року — директор малого підприємства «Бистриця» у місті Дрогобичі. У грудні 1992 — липні 1997 року — директор відділення «Бистриця» Дрогобицького дослідного заводу «Граніт».
У липні 1997 — травні 2003 року — директор дочірнього підприємства «Бистриця-Електрон» Відкритого акціонерного товариства (ВАТ) «Концерн-Електрон».
У травні 2003 — березні 2005 року — директор Товариства з обмеженою відповідальністю (ТОВ) «Бистриця-Керамік» у місті Дрогобичі. Член політичної партії «Народний Союз „Наша Україна“».
7 березня 2005 — 2 липня 2010 року — голова Дрогобицької районної державної адміністрації Львівської області.
Член Науково-культурного товариства «Бойківщина».
З 2010 року — директор Товариства з обмеженою відповідальністю (ТОВ) «Бистриця-Керамік» у місті Дрогобичі. Член політичної партії «Народний Рух України».